# Sigur el wikingo
Sigur el wikingo fue un cuaderno de aventuras, obra del guionista Mariano Hispano (bajo el seudónimo M. Bañolas) y el dibujante José Ortiz, editado por Toray en 1958, dentro de su colección Selección de aventuras, con 33 números publicados.
Sigur el wikingo supuso la consagración de Ortiz a nivel nacional, pero también el último de los cuadernos que dibujó, ya que poco después empezó a trabajar para mercado inglés a través de la agencia Creaciones Editoriales.
Una versión modernización de este cómic fue publicada en la revista española "Creepy" en 1980.